# Удуж
Удуж (пол. Udórz) — село в Польщі, у гміні Жарновець Заверцянського повіту Сілезького воєводства.
Населення — 289 осіб (2011).
У 1975-1998 роках село належало до Катовицького воєводства.

## Демографія
Демографічна структура станом на 31 березня 2011 року:
|          | Загалом | Допрацездатний вік | Працездатний вік | Постпрацездатний вік |
| -------- | ------- | ------------------ | ---------------- | -------------------- |
| Чоловіки | 145     | 23                 | 102              | 20                   |
| Жінки    | 144     | 31                 | 75               | 38                   |
| Разом    | 289     | 54                 | 177              | 58                   |